# Silvano Piovanelli
 (juillet 2016).
Si vous disposez d'ouvrages ou d'articles de référence ou si vous connaissez des sites web de qualité traitant du thème abordé ici, merci de compléter l'article en donnant les références utiles à sa vérifiabilité et en les liant à la section « Notes et références ».
Silvano Piovanelli, né le 21 février 1924 à Ronta di Mugello, une frazione de la commune de Borgo San Lorenzo dans la province de Florence en Toscane, et mort le 9 juillet 2016 à Florence (Toscane), est un cardinal italien, archevêque de Florence de 1983 à 2001.

## Biographie

### Prêtre
Après avoir suivi ses études au séminaire de Florence, Silvano Piovanelli est ordonné prêtre le 13 juillet 1947 par le cardinal Elia Dalla Costa.
Il exerce alors son ministère sacerdotal comme curé de paroisses et comme vice-recteur d'un petit séminaire.
En 1979, le cardinal Benelli l'appelle au sein de l'administration diocésaine, comme pro-vicaire, puis comme vicaire général.

### Évêque
Nommé évêque auxiliaire de Tubunae in Mauretania et évêque auxiliaire de Florence le 28 mai 1982, il est consacré évêque le 24 juin suivant par le cardinal Giovanni Benelli archevêque de Florence.
À la suite de la mort de ce dernier en octobre de la même année, il devient archevêque de Florence le 18 mars 1983. Il le reste jusqu'au 21 mars 2001 lorsqu'il se retire après avoir atteint la limite d'âge.

### Cardinal
Il est créé cardinal par le pape Jean-Paul II lors du consistoire du 25 mai 1985 avec le titre de cardinal-prêtre de S. Maria delle Grazie a Via Trionfale.
Il perd sa qualité d'électeur le jour de ses 80 ans le 21 février 2004, c'est pourquoi il ne peut pas prendre part aux votes des conclaves de 2005 (élection de Benoît XVI) et de 2013 (élection de François).
Sa dernière apparition publique a lieu à Florence le 26 mai 2016 à l'occasion de la Solennité de la Fête-Dieu, où il a assisté à la première messe dans la cathédrale Santa Maria del Fiore, puis à la procession eucharistique dans les rues de la vieille ville jusqu'à la Basilique Santa Maria Novella, en utilisant un fauteuil roulant.
Il meurt à Florence le 9 juillet 2016 au pensionnat ecclésiastique où il avait pris sa retraite depuis un certain temps, en raison de la maladie qui l'avait frappé. Dans les jours précédant sa mort, il avait reçu un appel téléphonique de proximité du pape François.

## Succession apostolique
Silvano Piovanelli a ordonné les évêques suivants :
- Évêque Edoardo Ricci (it) (1987)
- Cardinal Gualtiero Bassetti (1994)
- Évêque Flavio Roberto Carraro (it), O.F.M.Cap. (1996)
- Évêque Rodolfo Cetoloni (it), O.F.M. (2000)
- Archevêque Claudio Maniago (it) (2003)